# Дзинтарі (концертна зала)
Концертна зала «Дзинтарі» (латис. Dzintaru koncertzāle, досл. «Концертна зала Бурштинів») — розташований у Юрмалі концертний комплекс, широко відомий як у Латвії, так і за її межами як концертний майданчик низки фестивалів і концертів.

## Історія
Перші музичні концерти в юрмальському районі Дзинтарі відбувалися вже в 70-х роках XIX століття. 1897 року в Единбурзі (так з 1874 року на честь весілля дочки Олександра II княжни Марії та герцога Единбурзького Альфреда став називатися Дзинтарі) споруджено театральну сцену, яка отримала назву «Концертний сад курхауза Единбург». У перші роки репертуар складався переважно з легкої, танцювальної музики, оперети, вар'єте й навіть циркових номерів. 1910 року політика концертного життя доволі різко змінюється — з Берліна запрошується великий симфонічний оркестр із 70 музикантами під керівництвом Франца фон Блона, запрошуються відомі артисти Російської імперії. З 1911 року на сцені «Концертного саду курхауза Единбург» грає спеціально створений Единбурзький симфонічний оркестр під управлінням Ґвідо Самсона-Хіммелст'єрна, виступають оркестри Імператорського Маріїнського театру та Варшавської філармонії, відбуваються концерти запрошених зірок російських оперних театрів. 1914 року концертне життя перериває початок Першої світової війни.
Поновлюється концертна діяльність в Юрмалі 1920 року. За організацію концертів береться концертмейстер Альберт Берзіньш із оркестром Національної опери Латвії. Доволі швидко сцена у Дзинтарі знову стає популярним концертним майданчиком. Відбуваються концерти іменитих артистів; виступають оркестри під управлінням відомих диригентів, таких як Ріхард Хаґель, Ґжеґож Фітелберґ, Микола Малько. З 1931 року за організацію та радіотрансляцію концертів береться диригент Арвідс Парупс із симфонічним оркестром Радіо. Сезон 1935 року багато в чому через погані погодні умови закривається зі значними фінансовими збитками, й Парупс в ультимативній формі вимагає від керівництва міста Юрмала побудови закритої концертної зали. 25 липня 1936 року відкривається закрита концертна зала, збудована за проектом архітекторів Віктора Мелленберґса й Александрса Бірзеніекса. Концертом-відкриттям став виступ Латвійського симфонічного оркестру Радіо під управлінням диригента Леоніда Віґнерса з композицією «Менует у класичному стилі». Концерти відбувалися як у закритій концертній залі, так і на відкритому майданчику, де на деякі концерти збиралося до 30 тисяч людей. З початком Німецько-радянської війни концертна діяльність «Дзинтарі» припинилась.
Після Другої світової війни концертна діяльність у «Дзинтарі» поступово відродилась. Для того, щоб покращити акустику відкритої сцени й захистити слухачів від несприятливих погодних умов, у період із 1959 до 1962 року під керівництвом архітектора Модріса Ґелзіса зведено нове перекриття даху. Це зробило концертну залу «Дзинтарі» однією з найсучасніших і найпопулярніших курортних концертних зал усього Радянського Союзу. Під час концертного сезону, що тривав із червня до серпня, у концертній залі виступали як оркестри Латвійської РСР, так і гастролювальні симфонічні оркестри з Москви, Ленінграду й інших республік СРСР. У «Дзинтарі» виступали видатні артисти: Д. Башкіров, О. Любимов, Ґідон Кремер, Леонід Коган, В. Співаков, М. Ростропович, Д. Ойстрах, С. Ріхтер і багато інших. Іноді відбувалися гастролі й знаменитих зарубіжних музичних колективів: Варшавського національного симфонічного оркестру (1959), Данського королівського симфонічного оркестру (1966), Берлінського симфонічного оркестру (1972). Крім концертів класичної музики, у «Дзинтарі» з великим успіхом відбувалися виступи популярних радянських естрадних артистів: Аркадія Райкіна, Лайми Вайкуле, Раймонда Паулса, Алли Пугачової й інших. 1986 року «Дзинтарі» був обраний телевізійною групою Центрального телебачення для міжнародного пісенного конкурсу, який отримав назву «Юрмала». Було проведено реконструкцію відкритої зали, що пристосувала його до телевізійних трансляцій. Телевізійна трансляція конкурсу принесла «Дзинтарі» всесоюзну славу. У подальшому в Юрмалі регулярно проводились фестивалі, конкурси, що транслювалися по радянському телебаченню.
У 1990-х, після оголошення Латвією незалежності в концертному житті «Дзинтарі» настав занепад. Однак, з часом стосунки з російськими та зарубіжними артистами дещо впорядкувались, і наразі за сезон, який триває з травня до вересня, у «Дзинтарі» відбуваються десятки концертів і фестивалів, серед яких фестиваль КВК «Голосящій КіВіН», міжнародний фестиваль балету «Зірки балету Юрмала», міжнародний пісенний конкурс молодих виконавців популярної музики «Нова хвиля», фестиваль гумору «Юрмаліна», музичний фестиваль «Summertime» тощо.

## Майданчики
- Велика зала «Дзинтарі» — відкрита (з дахом, але без стін у глядацькій залі). Вміщує понад 2000 осіб. Збудована 1962 року за проектом архітектора Модріса Ґелзіса; перед сезоном 2006 року реконструйована: змінено інтер'єри сцени, встановлено сучасні акустичні системи, м'які лавки для глядачів і навіть інфрачервоні обігрівачі. Сцена має п'ять рівнів, які можна використовувати для симфонічних, хорових і джазових концертів.

- Мала (закрита) зала — дерев'яна будівля, складена з трьох частин, у якій використано стилізоване піддашшя з подовженими колонами. Як на фасадах, так і у внутрішніх приміщеннях наявні мотиви національного романтизму. Внутрішні приміщення середньо нефу освітлюються круглими вікнами. На стінах холу висять три праці майстра прикладного мистецтва Ансіса Цируліса. Збудована 1936 року за проектом архітекторів Віктора Мелленберґса й Олександра Бірзнієкса. Є пам'яткою архітектури. Вміщує понад 500 глядачів.

## Репертуарна програма

### «Голосящій КіВіН»
Музичний фестиваль КВК «Голосящій КіВіН» щорічно проводиться в Юрмалі у другій половині липня — початку серпня. Перший «Голосящій КіВіН» відбувся 1995 року в Москві. Другий фестиваль («Голосящій КіВіН 1996») й усі наступні відбулися у Великій залі концертної зали «Дзинтарі». Як правило, фестиваль складається з трьох концертних днів: у перший день проводиться генеральна репетиція, у другий день відбувається телевізійне знімання, а у третій — гала-концерт.

### «Нова хвиля»
Щорічний міжнародний музичний конкурс «Нова хвиля» відбувається у Великій залі концертної зали «Дзинтарі» з 2002 року.

### Юрмаліна
Щорічний фестиваль гумору «Юрмаліна» відбувається у Великій залі концертної зали «Дзинтарі». Фестивальну програму становлять виступи популярних російських артистів гумористичного жанру.